# Campo di Villa Chayes
Il campo di Villa Chayes è stato lo stadio di calcio di Livorno. Era situato nel quartiere "San Jacopo di Acquaviva" e ospitava le partite di calcio del Livorno.

## Storia
Il campo fu realizzato nell'area dismessa dell'ex Lazzaretto di San Jacopo nei pressi dell'Accademia navale, in un'area che, a detta di un giornale dell'epoca, era particolarmente stimolante per la quantità di verde e i tanti alberi dalla larga chioma presenti, collocazione che non avrebbe potuto aver miglior cornice per l'attività sportiva dei calciatori livornesi.
Le due squadre che nel febbraio 1915 si fusero nell'U.S. Livorno avevano avuto dei campi notevolmente differenti. La SPES Livorno aveva fino a quel momento utilizzato per le proprie gare interne il "campo delle Acque della Salute" di dimensioni 95 x 50, mentre la Virtus Juventusque il "campo di Villa Cherubina" di dimensioni 90 x 60.
Il campo di Villa Chayes viene realizzato in epoca particolarmente incerta in cui l'Italia si trovò in dubbio fra l'interventismo e il pacifismo mentre le altre nazioni europee già erano entrate in guerra. Di fronte ad una scelta non facile i livornesi scelsero di pensare al futuro e il primo presidente, il commendator Arrigo Galeotti, volle dotare il nuovo stadio di una elegante e grande tribuna per il pubblico livornese.
Il campo fu inaugurato il 14 marzo 1915 ospitando i cugini del Pisa in una amichevole che si concluse con una beneaugurante vittoria degli amaranto per 2 a 0.
Questo impianto sportivo fu per molti anni sufficiente per i tornei di guerra e la ripresa dei campionati nazionali a partire dal 1919, e la società, di fronte alla scelta delle dissidenti a optare ad un campionato più lungo e quindi di poter ospitare più spettatori, scelse di schierarsi con la Confederazione Calcistica Italiana (CCI) per la stagione 1921-1922.
Le tante successive stagioni ai vertici del calcio italiano avevano intanto notevolmente cambiato la maggior parte degli impianti sportivi nazionali e Livorno era rimasta indietro anche quando in pompa magna fu proposto dalle gerarchie fasciste nel 1928 il progetto del "Campo Sportivo del Littorio".
Il Livorno era appena stato retrocesso in Serie B alla fine della stagione 1931-1932 quando il Comune recepì il necessario cambiamento e bandì il concorso per la realizzazione del nuovo impianto sportivo da realizzarsi nel vicino quartiere dell'Ardenza.
Alla fine della stagione 1932-1933, conclusa con il primato e la promozione in Serie A, il Livorno abbandonò definitivamente questo campo su cui erano state scritte importanti pagine della propria storia sportiva.